# 朱詮鏗
吴江昭和王朱诠铿（1480年—1512年），明朝瀋庄王朱幼㙾庶五子，瀋恭王朱诠钲胞弟，母亲是夫人追封次妃高氏。瀋简王朱模曾孙，明太祖玄孙；明朝第一代吴江王。

## 生平
弘治四年（1491年）受封吴江王。
弘治十年（1497年）九月，因其请求，赐《為善陰騭》等書。
弘治十三年（1500年）十月，明孝宗御奉天殿，传诏书遣懷寧侯孫泰、陽武侯薛倫、崇信伯費柱、彰武伯楊質、興安伯徐盛、南寧伯毛良、武平伯陳勛、懷柔伯施瓚、成安伯郭寧、武進伯朱潔、都察院右副都御史顧佐持節充正使，尚寶司司丞崔璿、吏科給事中周璽、兵科給事中王承裕、刑科給事中任良弼、工科右給事中李祿、中書舍人尹雄、劉鈗、吏部員外郎馮蘭、戶部員外郎張定、工部員外郎宋愷、鴻臚寺左寺丞丁鳳充副使，冊封妃南城兵馬副指揮秦玄的次女為吳江王妃。
正德七年（1512年）十二月，朱诠铿薨，明武宗輟朝一日，按例賜祭葬，谥昭和。
嘉靖六年（1527年）九月，其嫡五子朱勋淯受册袭封。

### 影响
瀋恭王绝嗣后，朱勋淯以父亲朱诠铿与瀋恭王同母为由寻求袭封瀋王；但礼部认为朱诠铿之母高氏是追封次妃而非正室，不认可朱诠铿为瀋庄王的嫡子。瀋王最终由瀋恭王异母二弟灵川荣懿王朱诠鉌的孙子灵川王朱胤栘袭封。
秦藩永壽恭和王朱秉欓身后也发生王位继承之争：其第六子镇国将军朱惟燱因为母亲邵氏由内助进封王继妃，自认为嫡子，引用朱勋淯作为继妃子以嫡子身份越过庶兄袭爵的例子，想取代朱秉欓的庶长孙朱懷墡袭封永寿王。朱懷墡也举鲁藩邹平恭懿王朱陽鎕奏请以内助丁氏为继妃、其子朱當涼为嫡长子，但其死后朱當涼未被视为嫡子，仍由庶长子朱當潩袭封的例子相争。嘉靖二十八年（1549年）十二月，最终定下由朱懷墡袭封。

## 评价
- 《弇山堂别集》卷072：容儀恭美，不剛不柔。

## 家庭

### 妻妾
- 王妃秦氏
- 继妃，生朱勋淯

### 子孙
- 嫡长子、嫡次子、嫡四子都未取名就夭折
- 庶三子镇国将军朱勛沽；[7]夫人李氏，嘉靖四年（1525年）十二月按例赐祭葬[9]
- 嫡五子吴江荣顺王朱勋淯[7]